# Oxford (Connecticut)
Oxford – miasto w Stanach Zjednoczonych, w stanie Connecticut, w hrabstwie New Haven.